# الدهليز (الرقة)
الدهليز قرية سورية تتبع ناحية سلوك في منطقة تل أبيض في محافظة الرقة. بلغ عدد سكانها 358 نسمة في عام 2004 حسب إحصاء المكتب المركزي للإحصاء. وتقع في وسط مزارع طيبة المملوكة للامير مرشد بن فياض.  